# Tatra Mikrobus

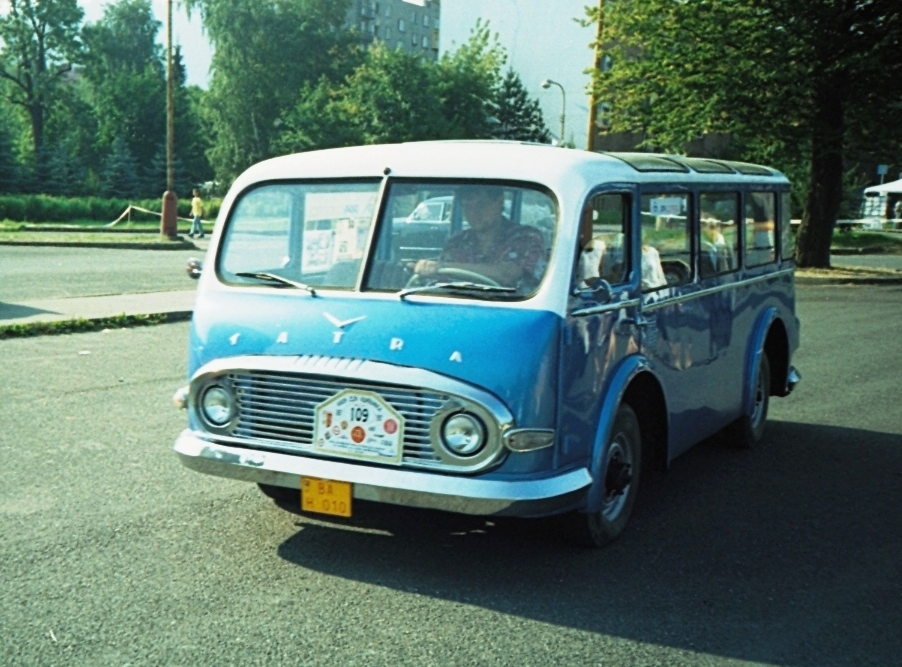
Tatra Mikrobus 603 MB

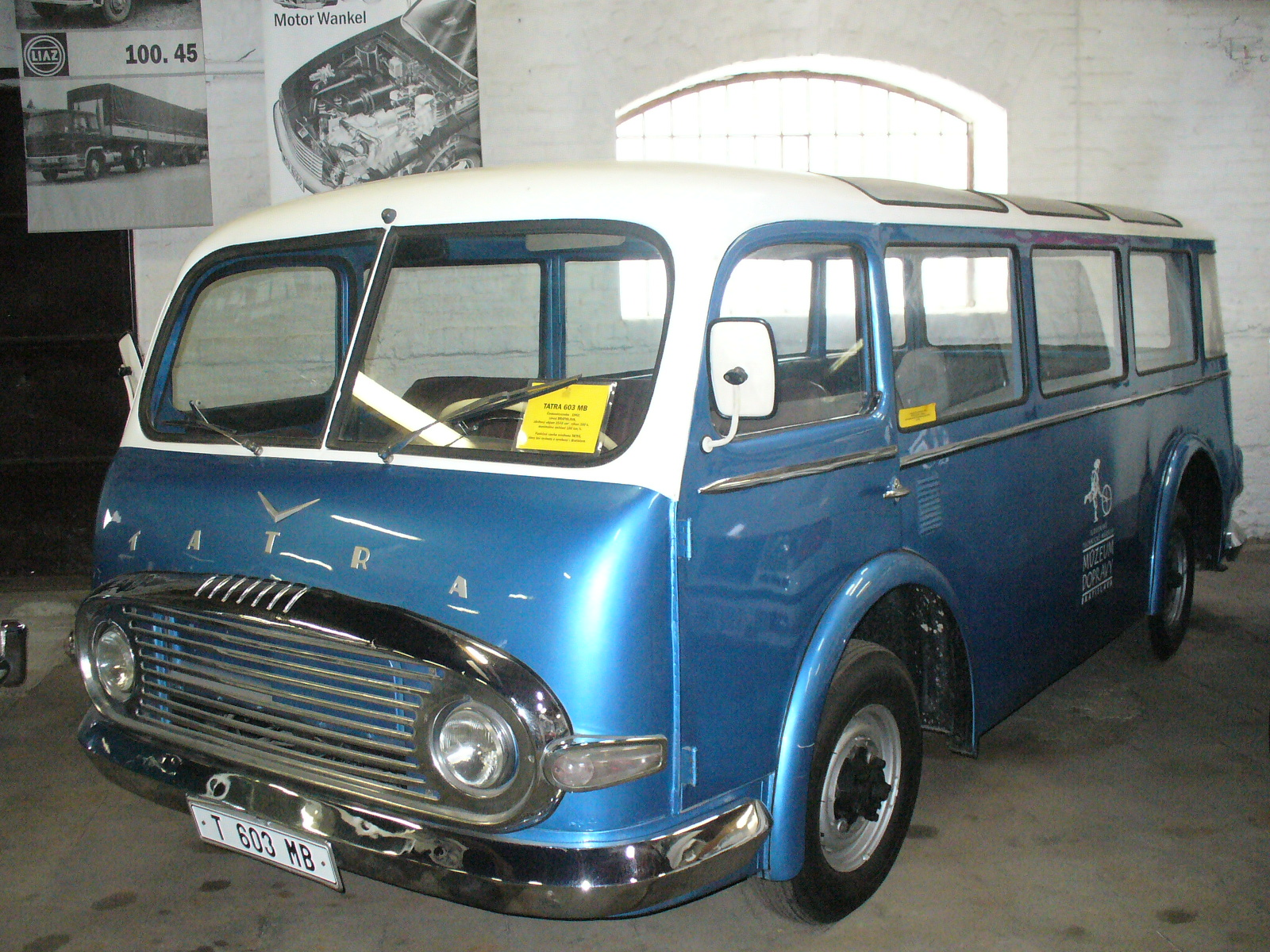
Tatra Mikrobus in Bratislava

Der Tatra Mikrobus bzw. Tatra 603 MB ist der Prototyp eines Kleinomnibusses des damals tschechoslowakischen Herstellers Tatra (Entwicklungsbüro Bratislava). Er wurde in den 1960er-Jahren gebaut.

## Geschichte
Der Tatra Mikrobus wurde vom Tatrawerk in Bratislava gebaut. Er hatte den luftgekühlten 2,5-Liter-V8-Motor des Typs 603 zwischen den Vordersitzen eingebaut und verfügte über 12 Sitzplätze. Der zwischen den Vordersitzen eingebaute Motor und Frontantrieb ist für einen Tatra bis heute einzigartig. Er erreichte eine Höchstgeschwindigkeit von etwa 120 km/h. Zu einer Serienfertigung kam es aus Kapazitätsgründen nicht.